# Дома, Мельхиор
Мельхиор Жозеф Эжен Дома́ (фр. Melchior Joseph Eugène Daumas; 4 октября 1803, Делемон, Швейцария — 29 апреля 1871, Камблан-э-Мейнак, Аквитания, Франция) — французский военный деятель, дивизионный генерал и прозаик.

## Биография
Родился в семье Мари-Гийома Дома́, ветерана американской кампании, бригадного генерала, кавалера Почётного легиона.
Мельхиор Дома был призван в армию в 1822 году, начинал службу рядовым солдатом. В 1827 году в чине второго лейтенанта направлен в кавалерийскую школу в Сомюр.
В 1835 году получил направление в Алжир, где под командованием генерал-губернатора, маршала Б. Клозеля участвовал в сражениях по установлению французской колониальной власти у г. Маскара и Тлемсен. Выучил арабский язык.
С 1837 по 1839 год — был посланником при дворе эмира Абд аль-Кадира.
Позже генерал Жюшо де Ламорисьер поручил М. Дома управление делами в арабской провинции Оран. В декабре 1847 года после пленения Абд аль-Кадира, сопровождал эмира в Тулон (Франция).
В 1849 года возглавлял экспедиционный отряд для подавления восставших племён в провинции Алжир.
В апреле 1850 года — управляющий делами при министре обороны Франции по Алжиру. С января 1853 года — генерал-майор.
В августе 1857 года стал сенатором Второй французской империи. В 1858—1869 годах был президентом Парижского географического общества.

## Творчество
Автор книг посвящённых Северной Африке, Алжиру, Сахаре, мусульманскому миру, в том числе:
- «La Grande Kabylie» (1847);
- «Moeurs et coutumes de l’Algérie» (1853);
- «La Kabylie» (1857);
- «Le grand désert ou itinéraire d’une caravane du Sahara au pays des Nègres» (3 изд., 1861);
- «Moeurs et coutumes de l’Algérie» (4 изд., 1864);
- «La Vie arabe et la société musulmane» (1869);
- «Les chevaux du Sahara» (7 изд., 1874) — его главный труд, весьма важный для коннозаводства и др.

## Награды
- Кавалер большого креста ордена Почётного легиона (1857)
- Кавалер испанского ордена Карлоса III (1853)
- Кавалер тосканского ордена Святого Иосифа (1847)